# Sulfate de manganèse(II)
Le sulfate de manganèse(II) est le composé chimique de formule MnSO4.
Il se présente sous la forme d'un solide cristallin blanc, constitué d'anions sulfate SO42− et de cations manganèse Mn2+ (dits manganeux).

## Présentation
Le sulfate de manganèse (au degré d'oxydation II) est un corps blanc anhydre de masse volumique avoisinant 3,235 g·cm-3, très soluble dans l'eau. La solubilité est de l'ordre de 53 g pour 100 g d'eau pure à 0 °C et de 73 g à 50 °C.
Hydraté, il devient rose en libérant l'ion manganeux. Le sulfate de manganèse qui contient encore de l'eau en inclusion peut être rouge blanc.
Le sulfate de manganèse est soluble dans l'alcool à 95e ou éthanol à 95 pour cent, mais insoluble dans l'éther éthylique.

### Propriétés physico-chimiques
Le sulfate de manganèse et les composés ioniques hydratés de sa famille générique MnSO4. n H2O, avec principalement le nombre entier n = 1, 2, 3, 4, 5, 6, 7, comprenant le monohydrate, le dihydrate, le trihydrate, tétrahydrate, le pentahydrate, l'hexahydrate et le heptahydrate se dissolvent pour donner des solutions légèrement roses contenant alors le complexe métallique aqueux [Mn(H2O)6]2+. La couleur rose pâle des sels de Mn(II) est très caractéristique.
Les sulfates de manganèse hydratés se présentent en pratique sous l'aspect de sels poudreux, rose pâle à rouge, assez utilisés :  Le sulfate monohydraté est le corps le plus commun après un séchage rigoureux. Le sulfate de manganèse tétrahydraté est la matière commerciale la plus commune.

## Production
De manière générale, le minerai de manganèse est purifié par sa conversion en sulfate de manganèse(II). Le traitement des solutions aqueuses de sulfate avec du carbonate de sodium conduit à la précipitation du carbonate de manganèse, qui peut être  calciné pour donner les oxydes MnOx. En laboratoire, le sulfate de manganèse anhydre peut être fabriqué par traitement du dioxyde de manganèse avec du dioxyde de soufre:
MnO solide  +  SO2 gaz sulfureux  → MnSO4 solide anhydre
Plus simplement, par réaction avec l'acide sulfurique,
MnO solide + H2SO4 aq acide sulfurique concentré ou oléum → 3 MnSO4 parfois diversement hydraté, à sécher par chauffage
Il peut également être produit en mélangeant du permanganate de potassium avec de l'hydrogénosulfate de sodium et du peroxyde d'hydrogène.
Le sulfate de manganèse est un sous-produit de différentes oxydations de l'industrie qui utilisent du dioxyde de manganèse, y compris la production d'hydroquinone et d'anisaldéhyde. C'est un sous-produit de la fabrication industrielle de l'aniline.
Approximativement 260 000 tonnes de sulfates de manganèse(II) génériques ont été produites dans le monde en 2005.

## Utilisations
Les sulfates de manganèse(II), que ce soient les corps anhydre ou hydratés, sont des intermédiaires de la chimie du manganèse, pour obtenir le métal, le dioxyde de manganèse et différents autres composés chimiques de manganèse. Les sols manquants de manganèse sont enrichis grâce à ce sel.
L'électrolyse du sulfate de manganèse produit du dioxyde de manganèse (alors parfois appelé EMD pour electrolytic manganese dioxide. De manière alternative, l’oxydation du sulfate de manganèse avec du permanganate de potassium produit également du dioxyde de manganèse, alors parfois nommé CMD pour chemical manganese dioxide. Ces produits, surtout l'EMD, sont utilisés dans les piles sèches.
Il existe aussi des procédés électrochimiques pour produire le manganèse métal à partir de solutions acides de sulfate de manganèse.
Le sulfate de manganèse peut être employé comme pigment minéral.
Le sulfate de manganèse est un composant d'engrais, un additif pour bétail, un fongicide.